# روبرت بارتليت (لاعب دوري الرغبي)
روبرت بارتليت (بالإنجليزية: Robert Bartlett)‏ هو لاعب دوري الرغبي أسترالي، ولد في 1927 في ليثغو في أستراليا، وتوفي في 19 فبراير 2010 في ولونغونغ في أستراليا.